# Casa al carrer Processó, 6 (Biure)
La Casa al carrer Processó, 6 és un edifici del municipi de Biure (Alt Empordà) que forma part de l'Inventari del Patrimoni Arquitectònic de Catalunya. És una obra situada dins del nucli urbà de la població de Biure, al bell mig del nucli urbà i formant cantonada amb el carrer de la Barberia.

## Descripció
És un edifici cantoner de planta rectangular cobert per una terrassa davantera i teulada d'un sol vessant a la part posterior. Presenta un jardí lateral i està distribuït en planta baixa i dos pisos. La façana principal, orientada al carrer Processó, presenta dos portals d'accés a l'interior, un d'ells rectangular i l'altre de grans dimensions i arc rebaixat, ambdós bastits amb maons. Els pisos superiors presenten finestrals rectangulars amb els emmarcaments arrebossats. A la primera planta, els dos finestrals tenen sortida a un balcó corregut amb la llosana motllurada. En el segon pis, al bell mig de les dues obertures, destaca un plafó esgrafiat decorat i gravat amb les inicials “M.B” i l'any 1915. La façana està rematada per una cornisa motllurada damunt la que s'assenta la barana d'obra que delimita el terrat. Alhora, el parament està emmarcat lateralment per dues decoracions a manera de pilastres, que presenten impostes motllurades en la línia divisòria entre la planta baixa i el primer pis. La construcció presenta la façana principal arrebossada i pintada als pisos superiors, mentre que la planta baixa presenta l'aparell de pedra vist, de la mateixa manera que la façana lateral orientada al jardí.